# Ligue musulmane
Pour les articles homonymes, voir Ligue musulmane (homonymie) et Ligue musulmane (Pakistan).
La Ligue musulmane (anglais : All-India Muslim League, ourdou : آل انڈیا مسلم لیگ) est un ancien parti politique du Raj britannique. Son combat pour la création d'un État séparé pour les musulmans indiens aboutit en 1947 à la partition des Indes et à la création du Pakistan.
La Ligue musulmane est fondée en 1906 à Dhaka pour protester contre le début de la partition du Bengale de 1905. Son premier but était la défense et la promotion des droits des Indiens musulmans. Jusque dans les années 1930, le parti ne dispose pas d'appui populaire et représente principalement les classes des propriétaires et commerçants musulmans des Provinces-Unies d'Agra et d'Oudh. 
À partir des années 1930 se développe l'idée d'un État séparé pour les musulmans, sous l'influence du poète Mohamed Iqbal. Muhammad Ali Jinnah joue un rôle important durant la Seconde Guerre mondiale afin de promouvoir l'idée d'un État séparé,.
Après la partition des Indes en 1947, la Ligue se scinde en une Ligue musulmane de l'Union indienne (en), un parti mineur, et la Ligue musulmane pakistanaise. Cette dernière est dissoute lors du coup d'État de 1958 avant d'être reformée en 1962 sous le nom de Ligue musulmane du Pakistan. De nouvelles scissions ont lieu depuis.

## Contexte: l'émergence d'une élite musulmane
Les fondateurs de la Ligue musulmane, ou de manière plus générale les théoriciens d'une nation musulmane indépendante au sein du sous-continent indien, sont issus de l'élite musulmane du Raj britannique. Cette élite s'est formée au cours de l'histoire : la conquête musulmane des Indes, qui connait son apogée avec le Sultanat de Delhi puis l'Empire moghol entre le XIIIe siècle et le XIXe siècle, va donner naissance à une aristocratie musulmane particulièrement influente dans le nord de l'Inde. C'est notamment le cas dans les Provinces unies d'Agra et d'Oudh (aujourd'hui Uttar Pradesh), dans lesquelles les musulmans formaient pourtant une minorité (environ 14 %). Toutefois, une élite intellectuelle musulmane profite dans les villes d'un pouvoir particulier par sa richesse et son éducation. Ce fait est renforcé par le pouvoir britannique après la colonisation de l'Inde, qui s’appuie sur le pouvoir musulman pour contrer l'émergence du nationalisme hindou du Congrès national indien. En revanche, au fur et à mesure que les Britanniques tentent de démocratiser l'Inde et préparent la fin de la domination coloniale, les craintes de l'élite musulmane grandissent. La démocratie occidentale « un homme une voix » fait craindre la domination des hindous sur les musulmans et la marginalisation de ces derniers. De plus, l'élite musulmane a peur de perdre ses propres privilèges acquis sous la domination britannique, notamment les quotas dans les assemblées électives et dans la fonction publique.
Avant la Ligue musulmane, plusieurs organisations ont le rôle de souder les musulmans dont l'All India Muhammadan Educational Conference, une organisation fondée par Syed Ahmad Khan en 1886, se réunit chaque année à Dacca. L'ancêtre de la Ligue est souvent considéré comme le « mouvement Aligarh », une organisation purement informelle. Elle fait référence à la ville d'Aligarh, située dans les Provinces unies. C'est dans cette ville qu'est fondée l'Université musulmane d'Aligarh, notamment grâce à Syed Ahmad Khan. Les élites musulmanes voient alors l'éducation des autres musulmans comme primordiale pour diffuser leurs idées et défendre leurs intérêts.

## Historique

### Fondation
Dès 1901, les partisans d'une nation musulmane commencent à être convaincus de la nécessite de la formation d'un parti ou d'une association pour se réunir de manière formelle. La question commence à prendre forme en septembre 1906 lors d'une réunion publique à Lucknow, dans les Provinces unies, rassemblant des représentants venant de toute l'Inde. Le 1er octobre à Shimla, des revendications commencent à prendre forme quand une délégation rencontre le vice-roi des Indes Lord Minto. Les représentants musulmans demandent notamment la séparation des électorats hindou et musulman, l'établissement d'une grande université pour les musulmans et l'établissement de quotas au sein des assemblées représentatives et dans la fonction publique. La Ligue musulmane est finalement fondée le 30 décembre 1906, à l'issue d'une réunion annuelle débutée le 27 décembre de l'All India Muhammadan Educational Conference à Dacca. Le parti politique est baptisé en anglais « All-India Muslim League », la Ligue musulmane de toute l'Inde. Avec 3 000 délégués, c'est la plus vaste réunion de représentants musulmans en Inde du moment. La conférence de fondation est présidée par Vicar-ul-Mulk et c'est Khwaja Salimullah qui propose formellement la création d'un parti politique, idée notamment soutenue par plusieurs figures importantes.

### Débuts
Le quartier-général de la Ligue musulmane est installé à Lucknow, dans les Provinces unies d'Agra et d'Oudh où se trouve le cœur de l'élite dirigeante du mouvement, bien que cette province ne soit pas majoritairement musulmane. La formation peine ainsi dans un premier temps à soulever d'importants soutiens dans les provinces majoritairement musulmanes. Aga Khan III, un chiite ismaélien nizari, prend la tête de la Ligue. Il est élu avec six vice-présidents, un secrétaire et deux co-secrétaires, pour un mandat de trois ans. Le mouvement compte alors 400 membres, issus de toutes les provinces des Indes, et des sections locales voient le jour. En 1908, une section londonienne est même créée.
Mohammad Ali Jouhar est l'un des principaux idéologues des débuts du mouvement. Il écrit la constitution de la Ligue, le « livre vert ». Les principaux objectifs fixés sont alors d’accroitre la loyauté des musulmans envers le gouvernement, de participer à leur éducation, de protéger et promouvoir les droits des musulmans d'Inde et de les représenter face au gouvernement, et de prévenir les animosités « entre les musulmans et les autres nationalités ». Le mouvement ne prône pas alors l'indépendance, mais soutient l'idée que les musulmans représentent une « nation » au sein de l'Inde. En 1909, la ligue remporte sa première victoire en obtenant la séparation des électorats et des quotas aux assemblées. En vertu de la réforme, les musulmans obtiennent dans certaines provinces où ils sont minoritaires une représentation un peu supérieure à leur poids dans la population, surtout dans les Provinces unies. En 1915, le même système électoral est mis en place au niveau local. Muhammad Ali Jinnah rejoint la ligue en 1913.

## Personnalités
- Begum Aizaz Rasul femme politique.

## Impact sur le monde indien
Pour certains de nationalistes indiens, la Ligue musulmane a été une création des officiels britanniques afin de contrecarrer l’émergence du Mouvement pour l'indépendance de l'Inde et pour créer des divisions entre musulmans et hindous. Malgré des contacts avec les indépendantistes indiens, les élites musulmanes ont en effet toujours refusé d'adhérer au Congrès national indien, au sein duquel ils craignaient d'être marginalisé. C'est cette même crainte qui les a poussées à réclamer la création du Pakistan. Sans avoir créé directement la ligue, le pouvoir britannique aurait essayé de jouer la division entre musulmans et hindous pour garder le contrôle sur l'Inde, et a même vu les musulmans comme une force sur laquelle s'appuyer pour contrer l’émergence du mouvement nationaliste d'indépendance mené par le Congrès, et largement dominé par les hindous.